# Présidence des Affaires religieuses
La présidence ou direction des Affaires religieuses,, (turc : Diyanet İşleri Başkanlığı), parfois appelée Diyanet, est une administration turque chargée de l'organisation et du financement de l'islam. Elle est créée le 3 mars 1924 par la loi no 429, sur ordre d'Atatürk.

## Missions
L'article 136 de la Constitution de la Turquie définit le cadre général des missions du Diyanet:
« Situé au sein de l'administration générale, le Diyanet : 
- en conformité avec le principe de laïcité,
- en restant neutre à tous les points de vue et idées politiques
- en visant la solidarité et la cohésion nationale,

exerce ses fonctions dans le cadre des lois votées par l'Assemblée »
Directement rattaché au cabinet du Premier Ministre, le Diyanet a pour mission :
- de s'occuper des activités liées aux croyances de la religion de l'islam
- d'éclairer la société sur la religion : le culte et la morale de l'islam
- de gérer les lieux de culte.

## International

### Allemagne
En Allemagne, la Diyanet s'appelle DITIB (Diyanet İşleri Türk İslam Birliği) et met à disposition des imams pour environ 900 mosquées.

### Belgique
En Belgique, on compte environ 300 mosquées, dont environ 70 bénéficient d'imams envoyés par le Diyanet. En septembre 2023, le Diyanet de Belgique fait partie des associations musulmanes qui signent un communiqué contre le guide d'éducation sexuelle Evras.

### France
La Diyanet est actif en France et met à disposition des imams pour environ 270 mosquées. Une autre source indique le chiffre de 250, auquel il faut rajouter 70 mosquées administrées par le Millî Görüş, un organisme pro-frériste coopérant étroitement avec le Ditib. Cela aboutirait à 320 mosquées turques sur les 2600 que comptent la France, soit un sixième.

### Pays-Bas
Aux Pays-Bas, on a environ 475 mosquées, dont 146 ont des imams payés par le Diyanet.

## Diyanet et laïcité
Bien que des réformes allant dans le sens de la laïcité aient été accomplies sous Atatürk (abolition du califat, etc.), la Turquie n’est pourtant pas un État strictement laïc dans le sens où il n’y a pas de séparation entre la religion et l’État, mais plutôt une mise sous tutelle de la religion par l’État; chacun reste cependant libre de ses croyances.
C’est ainsi que la religion est mentionnée sur les papiers d’identité et qu’il existe une administration dite Présidence des affaires religieuses  (Diyanet) qui instrumentalise parfois l’islam pour légitimer l’État et qui gère les 77 500 mosquées du pays. Cet organisme étatique, mis en place par Atatürk le 3 mars 1924, finance uniquement le culte musulman sunnite, les cultes non-sunnites doivent assurer un fonctionnement financièrement autonome , quand ils ne rencontrent pas d'obstacles administratifs à ce même fonctionnement. Lors de la récolte de l'impôt, tous les citoyens turcs sont égaux. Le taux d'imposition n'est pas fonction de la confession religieuse. Toutefois, à travers la « Présidence des affaires religieuses » ou Diyanet, les citoyens turcs ne sont pas égaux devant l'utilisation des recettes. La Présidence des affaires religieuses, qui est dotée d'un budget de plus de 2,5 milliards de $ US en 2012, ne finance que le culte musulman sunnite. Cette situation pose d'ailleurs problème d'un point de vue théologique, dans la mesure où, l'islam stipule à travers la notion du haram (le Coran, Sourate 6, verset 152) qu'il faut « donnez la juste mesure et le bon poids, en toute justice ».
Ceci s'explique par le fait que la plus grande majorité des musulmans se revendiquent être sunnite, suivant la tradition, ou sounna, du prophète. À ce titre, les sunnites considèrent les autres courants comme hérétiques. Ainsi, depuis sa création, le Diyanet, à travers l'impôt, utilise les ressources de citoyens non-sunnites pour financer son administration et ses lieux de culte exclusivement sunnites. Ainsi, les musulmans Câferî (principalement des Azéris) et Alevi Bektachis (principalement des Turkmènes) participent au financement des mosquées et au paiement des salaires des imams sunnites alors que leurs lieux de cultes, qui ne sont pas officiellement reconnus par l'État, ne reçoivent aucun financement. Pourtant, l'islam alevi Bektachis constitue la seconde croyance en Turquie après l'islam sunnite. Les alévis divergent sur leur nombre : officiellement ils sont entre 10 et 15 % mais d’après les sources alévies il représenterait 20 à 25 % de la population nationale. L'islam câferî compte officiellement 3 millions de croyants en Turquie.
En théorie, la Turquie, à travers le Traité de Lausanne de 1923, reconnaît les droits civils, politiques et culturels des minorités non musulmanes. 

En pratique, la Turquie reconnaît les minorités religieuses grecques, arméniennes et israélites sans pour autant leur accorder tous les droits cités dans le Traité de Lausanne. 

Les musulmans alevi-bektachis et câferî, les catholiques latins et les protestants ne font l'objet d'aucune reconnaissance officielle.
Le président conservateur Recep Tayyip Erdoğan, décrié pour son autoritarisme, mène une politique d'islamisation qui suscite les critiques des milieux laïcs. Fin 2017, Le Figaro Magazine note : « Erdogan donne des gages au Qatar et à l'Arabie saoudite, ses nouveaux amis. Istanbul, belle, festive et cosmopolite, perd petit à petit son âme, au profit d'un islamiquement correct, moyen-oriental et petit-bourgeois. Les jeunes femmes sont de plus en plus voilées, y compris à l'université, les nouveaux programmes scolaires suppriment des chapitres portant sur la théorie de l'évolution et les réalisations d'Atatürk, et la vente d'alcool est strictement réglementée ». Selon la journaliste Mine G. Kırıkkanat, le pays compte à cette date un million d’imams, l'AKP ayant par ailleurs porté le nombre d'élèves des lycées religieux (qui donnent accès aux écoles militaires, de police et à l'enseignement supérieur) de 60 000 à 1,5 million. En 15 ans, le budget du Diyanet İşleri Başkanlığı a été multiplié par dix, atteignant 1,75 milliard d'euros en 2016, soit le double de celui du ministère de la Santé et le triple de celui du ministère des Affaires étrangères.
| Culte                                                                              | Population estimée           | Mesures d’ expropriation | Reconnaissance officielle dans la Constitution ou à travers les Traités internationaux | Financement des lieux de culte et du personnel religieux par l'État |
| ---------------------------------------------------------------------------------- | ---------------------------- | ------------------------ | --- | ------------------------------------------------------------------- |
| Islam - Sunnite                                                                    | 70 à 85 % (52 à 64 millions) | Non                      | Oui à travers le Diyanet cité dans la Constitution (art.136) | Oui à travers le Diyanet                                            |
| Islam - duodécimain Bektachi                                                       | 15 à 25 % (11 à 19 millions) | Oui                      | Non. En 1826 : abolition du corps des Janissaires et fermeture des tekke (couvents de derviches) bektachis , | Non                                                                 |
| Islam - duodécimain Alevi                                                          | 15 à 25 % (11 à 19 millions) | Oui                      | Non.Au début du XVe siècle, l’oppression ottomane envers les alévis devient insupportable et ces derniers soutiennent le Chah Ismail Ier d'origine turkmène. Ses partisans, qui portent un bonnet de couleur rouge avec douze plis en référence aux 12 imams du chiisme duodécimain se font appeler Qizilbash. Les Ottomans qui s’étaient persanisés et arabisés considéraient comme ennemis les Qizilbash (alévis) d'origine turkmène. Aujourd'hui, les cemevi, lieux de culte commun aux alevi bektachi n'ont aucune reconnaissance juridique | Non                                                                 |
| Islam - duodécimain Câferî                                                         | 4 % (3 millions)             |                          | Non | Non                                                                 |
| Islam - duodécimain Alaouites ou Nusayris                                          | 300 à 350 000                |                          | Non | Non                                                                 |
| Judaïsme                                                                           | 20 000                       | Oui                      | Oui à travers le Traité de Lausanne en 1923 | Non                                                                 |
| Chrétien - Protestant                                                              | 5 000                        |                          | Non | Non                                                                 |
| Chrétien - Catholiques Latins                                                      |                              |                          | Non | Non                                                                 |
| Chrétien - Catholiques Grecque                                                     |                              | Oui                      | Oui à travers le Traité de Lausanne en 1923 | Non                                                                 |
| Chrétien - Orthodoxe - Grec (Patriarcat œcuménique de Constantinople)              |                              | Oui                      | Oui à travers le Traité de Lausanne en 1923 | Non                                                                 |
| Chrétien - Orthodoxe - Arménien (Patriarcat arménien de Constantinople)            | 57 000                       | Oui                      | Oui à travers le Traité de Lausanne en 1923 | Non                                                                 |
| Chrétien - Catholiques Chaldéens (Arménien)                                        | 3 000                        | Oui                      | Oui à travers le Traité de Lausanne en 1923 | Non                                                                 |
| Chrétien - Églises de théologie et rite Syriaques (en) (orthodoxes et catholiques) | 15 000                       | Oui                      | Non | Non                                                                 |
| Yézidisme                                                                          | 377                          |                          | Non | Non                                                                 |

## Budget

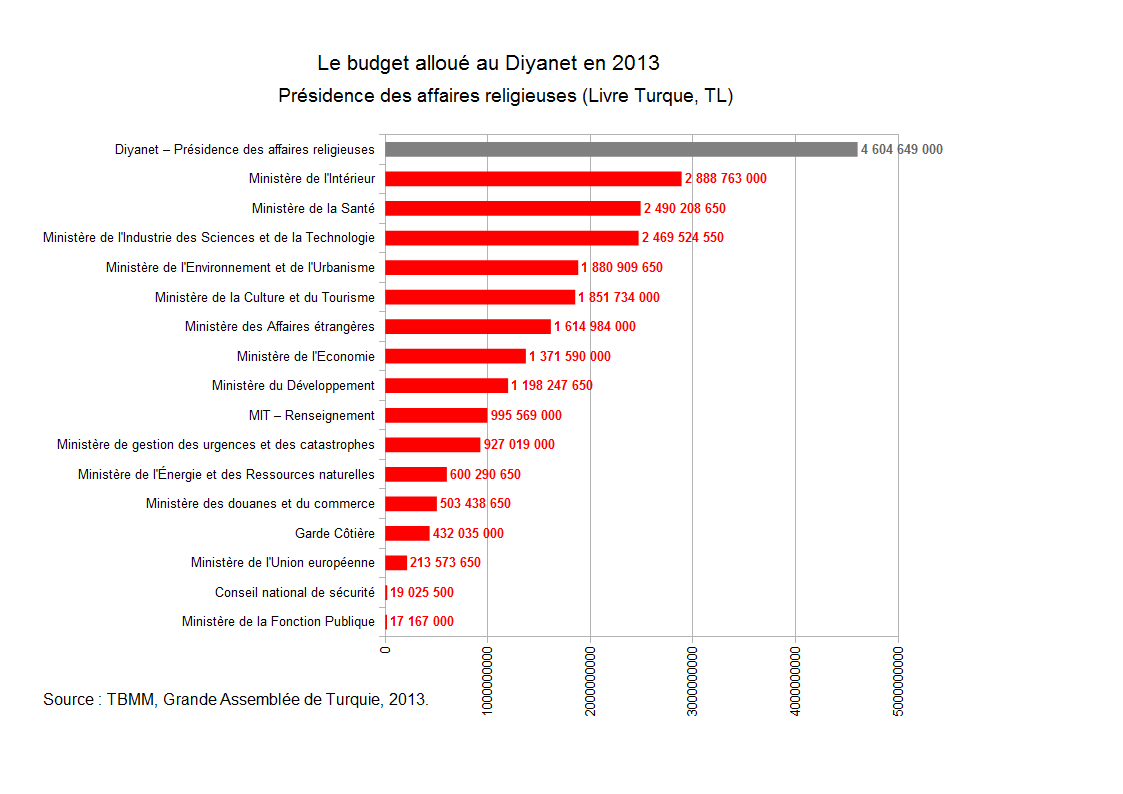
Budget Diyanet 2013, Présidence des Affaires Religieuses - Source: TBMM 2013.

Avec plus de 100 000 fonctionnaires, le Diyanet est une sorte d'État dans l'État.

En 2013, le Diyanet ou Ministère des Affaires religieuses, occupe le 16e poste de dépense du gouvernement central.

Le budget alloué au Diyanet (4,6 milliards de TL) est :
- 1,6 fois plus important que le budget alloué au Ministère de l'Intérieur[23]
- 1,8 fois plus important que le budget alloué au Ministère de la Santé[23]
- 1,9 fois plus important que le budget alloué au Ministère de l'Industrie des Sciences et de la Technologie[23]
- 2,4 fois plus important que le budget alloué au Ministère de l'Environnement et de l'Urbanisme[23]
- 2,5 fois plus important que le budget alloué au Ministère de la Culture et du Tourisme[23]
- 2,9 fois plus important que le budget alloué au Ministère des Affaires étrangères[23]
- 3,4 fois plus important que le budget alloué au Ministère de l’Économie[23]
- 3,8 fois plus important que le budget alloué au Ministère du Développement[23]
- 4,6 fois plus important que le budget alloué au MIT – Renseignement[23]
- 5,0 fois plus important que le budget alloué au Ministère chargé de la Gestion des Urgences et des Catastrophes Naturelles[23]
- 7,7 fois plus important que le budget alloué au ministère de l'Énergie et des Ressources naturelles[23]
- 9,1 fois plus important que le budget alloué au ministère des douanes et du commerce[23]
- 10,7 fois plus important que le budget alloué au Garde Côtière[23]
- 21,6 fois plus important que le budget alloué au ministère de l'Union européenne[23]
- 242 fois plus important que le budget alloué au Conseil national de sécurité[23]
- 268 fois plus important que le budget alloué au ministère de la Fonction publique[23].

Le budget du Diyanet représente :
- 79 % du budget de la gendarmerie[23]
- 67 % du budget du ministère de la Justice[23]
- 57 % du budget des Hôpitaux publics[23]
- 31 % du budget de la police nationale[23]
- 23 % du budget de l'Armée turque soit 23 % du budget de la deuxième armée de l'OTAN[23].

Depuis l'arrivée au pouvoir d'Erdoğan, le budget du Diyanet a été multiplié par onze et atteint en 2016 la somme de 6,5 milliards de livres turques (1,9 milliard d’euros).

## Instrumentalisation
Des questions se posent par rapport à une possible instrumentalisation du Diyanet par l'AKP du président Recep Tayyip Erdoğan. Le Diyanet est notamment accusé de chercher à instaurer un contrôle social sur la diaspora turque en Europe et de chercher à capter ses voix au seul profit électoral du Président Erdoğan et de son parti.